# Rivière Cohade
Pour les articles homonymes, voir Cohade.
La rivière Cohade est un tributaire de la rive nord de la rivière aux Feuilles dont les eaux coulent vers l'est et se jettent dans le lac aux Feuilles, lequel se connecte par un détroit au littoral ouest de la baie d'Ungava. La rivière Cohade coule dans le territoire non organisé de Rivière-Koksoak, dans la région du Nunavik, dans la région administrative du Nord-du-Québec, au Québec, au Canada.

## Géographie
Les bassins versants voisins de la rivière Cohade sont :
- côté nord : rivière Arnaud, lac La Potherie ;
- côté est : rivière Péladeau ;
- côté sud : rivière aux Feuilles, ruisseau Kuugoapik ;
- côté ouest : lac Sabine, lac Montmollin.

Le principal plan d'eau supérieur de la rivière Cohade est le lac La Potherie (altitude : 200 m) dont l'embouchure se déverse du côté sud.
À partir de l'embouchure du lac La Potherie, le cours général vers le sud-est de la rivière Cohade est marqué par de nombreuses chûtes et rapides, dans une vallée encaissée. Dans la partie supérieure, le cours de la rivière traverse quelques lacs formés généralement par un élargissement de la rivière. Ce cours d'eau coule en parallèle (du côté ouest) à la rivière Péladeau.
La rivière Cohade se déverse sur la rive nord de la rivière aux Feuilles, en face de l'embouchure du ruisseau Kuugoapik.

## Toponymie
Le terme Cohade est associé à un patronyme de famille d'origine française et à une commune française de la Haute-Loire.
Le toponyme rivière Cohade a été officialisé le 5 décembre 1968 à la Commission de toponymie du Québec.